# Luis Alberto Carballo
Luis Alberto Carballo (Montevideo, 10 de septiembre de 1967) es un actor, humorista, y conductor de televisión uruguayo. 

## Biografía
Trabajó en Canal 5 en el programa El rato de Charoná y en Canal 10 en los programas Dale con todo y Récord Guiness. Luego formó parte de Canal 4 conduciendo Carballo's Inn y luego Pizza a Carballo. En 2006 participó del programa de televisión argentino Showmatch conducido por Marcelo Tinelli realizando cámaras ocultas. Desde 2011 conduce el programa de espectáculos e interés general Algo contigo, junto a un equipo de panelistas. En el año 2021 condujo Vamo' arriba que es domingo junto a Alejandro "Lali" Sonsol y Rosina Benenati. Desde el 2022 conducirá la versión uruguaya del programa El precio justo.
En radio, condujo El tren de la noche por CX 20 Radio Monte Carlo de Montevideo del 2007 al 2010, y Estación cero y Ni se te ocurra en Metrópolis FM 104.9.
Desde 1985 actúa en el Carnaval en conjuntos de parodistas como por ejemplo Los Muchachos, Adams, entre otros, a excepción de 1997 en que salió en la murga Araca la Cana, obteniendo el primer premio del concurso oficial de Agrupaciones Carnavalescas. También fue el fundador del grupo de parodistas Zíngaros.
También ha actuado en teatro, tanto para niños como para adultos. Ha ganado el premio Florencio por su participación en el teatro y en 2013 ganó un premio Iris por su trabajo en Algo contigo como mejor conductor de televisión y otro por el propio programa.

## Vida privada
Desde 2015 está en pareja con la actriz Rosina Benenati. Luis tiene 2 hijos, Enzo nacido el 23 de febrero de 1991 y Facundo nacido el 4 de agosto de 2016.
En el año 2018 fue diagnosticado con cáncer de garganta, enfermedad de la cual se recuperó.